# Hoher Randen
Als Hoher Randen oder Großer Randen oder Schlattersteig wird die mit 929,5 m ü. NHN höchste Erhebung des Randengebirges bezeichnet. Er befindet sich in Deutschland bei Fützen nahe der Grenze zur Schweiz.

## Geologie
Der Hohe Randen ist Teil des Süddeutschen Schichtstufenlandes und besteht in den oberen Schichten aus Gesteinen des Malm.

## Weblink
- Website Randenkommission